# Strung Out
Gli Strung Out sono una band hardcore punk di Simi Valley, in California, che si è formata nel 1990. Sono conosciuti principalmente per il loro stile musicale, che ha fuso aspetti del punk rock e dell'heavy metal che ha dato vita al loro sound originario. Gli Strung Out hanno pubblicato dieci album su Fat Wreck Chords  e sono apparsi su numerose compilation e video di matrice skate/surf. Hanno suonato al Warped Tour e in numerosi tour internazionali.

## Storia del gruppo
Il gruppo si è formato nel 1990 a Simi Valley, in California. La formazione originale comprendeva il cantante Jason Cruz, i chitarristi Jake Kiley e Rob Ramos, il bassista Jim Cherry e il batterista Adam Austin. Dopo aver pubblicato un 7" omonimo, furono una delle prime formazioni a firmare per la Fat Wreck Chords, l'etichetta discografica posseduta e amministrata da Fat Mike dei NOFX. Austin lasciò la band nel 1992 e fu rimpiazzato da Brad Morrison, il quale a sua volta abbandonò la formazione e fu sostituito alla batteria da Jordan Burns, precedentemente membro dei Ten Foot Pole. Il loro primo album, Another Day in Paradise, uscì nel maggio del 1994. Suburban Teenage Wasteland Blues lo seguì nel 1996. Nel 1998 la band distribuì The Skinny Years... Before We Got Fat, una compilation del loro materiale edito nel periodo precedente alla loro collaborazione con la Fat Wreck Chords.
Il gruppo mostrò notevoli segni di crescita artistica nel loro lavoro in Twisted by Design, del 1998, il quale si contraddistinse per la sua base punk veloce e tecnica, e per le sfumature tipicamente dark. Il lavoro presentò il veloce suono dalle forti tinte pop di Suburban Teenage Wasteland Blues inserito in una struttura delle canzoni più astratta e atona. Il bassista Jim Cherry lasciò la band nel 1999 per suonare nei Pulley e negli Zero Down, ma morì di infarto nel 2002. Fu sostituito da Chris Aiken, l'influenza musicale del quale ebbe un chiaro riscontro in The Element of Sonic Defiance, che uscì nel 2000.
Nel 2002 la band licenziò il quarto album, An American Paradox, la loro prima uscita ad approdare nella classifica americana Billboard Top 200. La prima versione del lavoro contiene una traccia bonus intitolata "Don't Look Back", ed un video fu creato per la canzone "Cemetery", che venne incluso in diverse raccolte punk rock. Nel 2003 il gruppo registrò e pubblicò un album live, come ultima uscita nella serie Live in a Dive della Fat Wreck Chords. Exile in Oblivion uscì nel 2004, album che rappresentò una svolta nel tipico sound degli Strung Out, con riff potenti ed aggressivi. L'album venne accompagnato da un video per la canzone "Analog".
Gli Strung Out, il 12 giugno 2007, pubblicarono il loro sesto lavoro di studio, Blackhawks Over Los Angeles, anch'esso accompagnato da un video per la canzone "Calling", seguito poi da una raccolta di inediti, Prototypes and Painkillers, uscita il 31 marzo 2009.
Il 29 settembre del 2010 è uscito Agents of the Underground, come sempre presso la Fat Wreck Chords. Con quest'ultimo album, la band festeggia il 20º anniversario.
È uscito il 19 luglio del 2011 Top Contenders: The Best of Strung Out, una raccolta dei loro più grandi successi, tutti remixati, con l'aggiunta di tre tracce inedite.

## Curiosità
Quando il gruppo non è in tour o in studio, Jason Cruz si diletta come artista, Jordan amministra la sua scuderia di motocross chiamata MOTO XXX (assieme al batterista dei NOFX Erik Sandin), Rob Ramos lavora nel settore cinematografico, e Jake dà occasionali ripetizioni musicali.

## Formazione

### Formazione attuale
- Jason Cruz - voce
- Jake Kiley - chitarra
- Rob Ramos - chitarra
- Chris Aiken - basso
- RJ Shankle - batteria

### Ex componenti
- Brad Morrison - batteria (1992 - 1993)
- Jim Cherry - basso (1992 - 1999)
- Adam Austin - batteria (1990 - 1992)
- Jordan Burns - batteria (1993 - 2018)

## Discografia

### Album di studio
- 1994 - Another Day in Paradise
- 1996 - Suburban Teenage Wasteland Blues
- 1998 - Twisted by Design
- 2002 - An American Paradox
- 2004 - Exile in Oblivion
- 2007 - Blackhawks Over Los Angeles
- 2009 - Agents of the Underground
- 2014 - Transmission.Alpha.Delta
- 2019 - Songs of Armor and Devotion

### Album dal vivo
- 2003 - Live in a Dive: Strung Out

### 7" e EP
- Strung Out 7"
- split 7" with Jughead's Revenge
- split 7" with Blount (1995)
- Crossroads & Illusions (1998) CD-EP
- The Element of Sonic Defiance (2000) CD-EP
- Fat Club 7" (2001)

### Compilation
- 1998 - The Skinny Years... Before We Got Fat
- 2009 - Prototypes and Painkillers
- 2011 - Top Contenders: The Best of Strung Out

### Tracce non incluse in alcun album e B-side
- compilationPunk Sucks (1995) - "Support Your Troops"
- compilationPunk Bites compilation (1996) - "Wrong Side Of The Tracks" (versione demo)
- compilationThe Fearless Flush Sampler (1997) - "Jacqueline", "Season Of The Witch"
- compilationPunk Bites Vol. 2 (1997) - "Just Like Me" (demo version)
- compilation Fat Music Vol. III: Physical Fatness (1998) - "Ultimate Devotion" (versione demo)
- colonna sonoraThe Show (1998) - "Betrayal"
- compilation As a Matter of Fact (1998) - "Jacqueline," "American Lie," "Through Your Fingers"
- compilation A Compilation of Warped Music (1998)
- compilation Before You Were Punk 2 (1999) - "Every Breath You Take" (originariamente ad opera dei The Police)
- compilation Short Music for Short People (1999) - "Klawsterfobia"
- compilation Fat Music Vol. V: Live Fat, Die Young (2000) - "Novacain"
- compilation Punk Goes Metal (2000) - "Bark at the Moon" (originally performed by Ozzy Osbourne)
- compilation Beyond Cyberpunk (2001) - "Betrayal" (new version)
- compilation Fat Music Vol. VI: Uncontrollable Fatulence (2001) - "Your Worst Mistake"
- compilation Punk Goes Acoustic (2003) - "Velvet Alley" (versione acustica)
- compilation Rock Against Bush, Vol. 1 (2004) - "No Voice of Mine" (versione demo)
- compilation Warped Tour 2005 Tour Compilation (2005)
- compilation Punk Rock Mixtape 2006 (2006) - "Analog"
- compilation Warped Tour 2007 Tour Compilation - "Calling"

## Videografia

### Video musicali
- "Bring Out Your Dead" da Suburban Teenage Wasteland Blues - su Peepshow VHS (Fat Wreck Chords 1997)
- "Mind Of My Own" da Twisted By Design - su Peepshow Vol. 2 VHS (Fat Wreck Chords 1998)
- "Cemetery" da An American Paradox - su Peepshow Vol. 3 DVD (Fat Wreck Chords 2003) e Cinema Beer Buddy DVD (Hopeless Records 2002)
- "Analog" da Exile In Oblivion
- "Calling" da Blackhawks Over Los Angeles